# Faiditus caronae
Faiditus caronae là một loài nhện trong họ Theridiidae.
Loài này thuộc chi Faiditus. Faiditus caronae được miêu tả năm 1996 bởi José Valentín Herrera González & Carmen.